# Dollerup Sogn
Dollerup Sogn er et sogn i Viborg Domprovsti (Viborg Stift).
I 1800-tallet var Finderup Sogn og Ravnstrup Sogn annekser til Dollerup Sogn. Alle 3 sogne hørte til Nørlyng Herred i Viborg Amt. Dollerup-Finderup-Ravnstrup sognekommune var kernen i Ravnsbjerg Samlingskommune (1966-1970), som ved kommunalreformen i 1970 blev indlemmet i Viborg Kommune.
I Dollerup Sogn ligger Dollerup Kirke fra Middelalderen og Hald Ege Kirke fra 1967.
I sognet findes følgende autoriserede stednavne:
- Bækkelund (bebyggelse)
- Dollerup (bebyggelse, ejerlav)
- Egedal (areal, bebyggelse)
- Falle (bebyggelse)
- Fallesgårde (bebyggelse, ejerlav)
- Guldborgland Plantage (areal)
- Hald Ege (bebyggelse)
- Hald Sø (vandareal)
- Inderø Skov (areal)
- Korsvej (bebyggelse)
- Langskov (areal)
- Nonbo (bebyggelse)
- Skelhøje (bebyggelse)
- Stanghede (bebyggelse)